# 慕容宣超
慕容宣超（?—?），字上仙，《舊唐書》作慕容宣赵，唐朝吐谷浑人。
688年，诺曷钵卒，子慕容忠即位。698年，慕容忠卒，子慕容宣超即位。699年，吐蕃论弓仁率吐谷浑七千帐降，然后有吐蕃境内吐谷浑一千四百帐内附。圣历三年（700年），武则天派唐休璟授慕容宣超左豹韬卫员外大将军，仍袭父乌地也拔勒豆可汗。武则天采纳郭元振的意见，
将归降之吐谷浑安置在河西诸州南部，每年派慕容宣超兄弟前往抚护。据两唐书记载，慕容宣超卒，子慕容曦皓即位。慕容曦皓卒，慕容兆即位。他们已经不是吐谷渾汗国的君主，而是唐朝治下吐谷渾族的首领。至慕容复之后，不再被唐朝封为可汗。

## 家族
- 祖父：诺曷钵
- 祖母：弘化公主
- 父亲：慕容忠
- 母亲：金城县主李季英
- 弟弟：慕容宣昌、慕容宣彻、慕容承福
- 妻子：姑臧县主
- 儿子：慕容曦光、慕容曦皓、慕容相
- 孙子：慕容兆